# Peko Dapčević
Peko Dapčević, črnogorski general, komunist, partizan, španski borec, pisatelj, diplomat in narodni heroj, * 25. junij 1913, Ljubotinj, Cetinje, Črna gora (tedaj Kraljevina Črna gora), † 1999, Beograd, Srbija.

## Življenje
Rezervni generalpolkovnik JLA Dapčević se je pridružil mednarodnim brigadam med špansko državljansko vojno. Po koncu vojne je bil interniran v Franciji. 
Ob pričetku druge svetovne vojne v Jugoslaviji je pobegnil v Črno goro, kjer je bil med organizatorji NOB. Med vojno je poveljeval Lovćenskemu odredu, glavnemu štabu NOPO za Črno goro in Boko, 4. proletarski brigadi, 2. proletarski diviziji (ki se je proslavila predvsem z boji na Neretvi, Drini in Sutjeski), 1. proletarskemu korpusu v operacijah za končno osvoboditev Srbije in 1. armadi na Sremski fronti, ki je po preboju fronte nadaljevala boje v Slavoniji, Hrvaški in Sloveniji.
Po koncu vojne je bil komandant armade, generalni inšpektor, namestnik načelnika in načelnik Generalštaba Jugoslovanske ljudske armade. 
Po koncu vojne je deloval kot veleposlanik v Grčiji, član Zveznega izvršnega sveta in pisatelj več strokovnih del. Vojaško kariero je končal kot rezervni generalpolkovnik.
Je prejemnik odlikovanja Narodni heroj in številnih drugih visokih domačih in tujih odlikovanj.